# Robert Iscove
Robert Iscove (Toronto, 4 luglio 1947) è un regista, coreografo e produttore televisivo canadese.

## Filmografia parziale

### Cinema
- Chautauqua Girl (1983)
- Kiss Me (She's All That) (1999)
- Boys and Girls - Attenzione: il sesso cambia tutto (Boys and Girls) (2000)
- From Justin to Kelly (2003)
- Love N' Dancing (2009)

### Televisione
- Philip Marlowe, detective privato (1986; 4 episodi)
- Oltre la legge - L'informatore (1987-1989; 9 ep.)
- Morte sul Rio Grande (1993)
- I dannati di Meadowbrook (1994)
- Profit (1996-1997; 4 ep.)
- Cenerentola (1997)
- L'incendiaria (2002)
- Spectacular! (2009)
- Sorpresi dall'amore (Surprised by Love) (2015)